# Barbara Folchitto
Barbara Folchitto (Napoli, 24 febbraio 1969) è un'attrice italiana.

## Biografia
Entra nel mondo del cinema ancora adolescente, debuttando al fianco di Vittorio Gassmann nel film Lo zio indegno diretto da Franco Brusati.
Dopo la laurea in Psicologia del Lavoro prosegue il suo percorso artistico trasferendosi a Londra e studiando presso la Royal Academy of Dramatic Art.
Tornata a Roma – dove vive – lavora nel cinema, in teatro e in televisione.
Ai Nastri d'argento 2008 viene insignita del titolo di miglior attrice per il cortometraggio Marta con la A di Emiliano Corapi.

## Filmografia

### Cinema
- Lo zio indegno, regia di Franco Brusati (1989)
- Bibo per sempre, regia di Enrico Coletti (2000)
- Le fate ignoranti, regia di Ferzan Özpetek (2001)
- Malefemmene, regia di Fabio Conversi (2001)
- Biuti Quin Olivia, regia di Federica Martino (2002)
- La finestra di fronte, regia di Ferzan Özpetek (2003)
- Io che amo solo te, regia di Gianfranco Pannone (2004)
- Provincia meccanica, regia di Stefano Mordini (2005)
- Cuore sacro, regia di Ferzan Özpetek (2005)
- Boris - Il film, regia di Giacomo Ciarrapico, Mattia Torre, Luca Vendruscolo (2011)
- Nessuno mi può giudicare, regia di Massimiliano Bruno (2011)
- Lezioni di cioccolato 2, regia di Alessio Maria Federici (2011)
- Viva l'Italia, regia di Massimiliano Bruno (2012)
- Buongiorno papà, regia di Edoardo Leo (2013)
- Colpi di fortuna, regia di Neri Parenti (2013)
- Don’t Read This on a Plane, regia di Stuart McBratney (2018)
- Brave ragazze, regia Michela Andreozzi (2019)

### Televisione
- Rex, regia di Marco Serafini – Rai 1
- Il commissario Manara, regia di Luca Ribuoli – Rai 2
- Anna e i cinque, regia di Monica Vullo – Canale 5
- Medicina generale, regia di Luca Ribuoli – Rai 2
- R.I.S. 2 - Delitti imperfetti, regia di Alexis Sweet, episodio 2x11 - Canale 5
- Cuore contro cuore, regia di Riccardo Mosca – Canale 5
- Distretto di Polizia 4, regia Monica Vullo, episodio 4x03 - Canale 5
- Pasolini, un poeta en la playa, regia di Jorge Ortiz – Canal + Espana
- Qualcuno arriverà, regia di Pietro Lassandro
- L'ottavo sigillo, Mai dire Tv
- Skam Italia (stagione 2), regia di Ludovico Bessegato - Netflix
- Buongiorno, mamma!, regia di Giulio Manfredonia, Alexis Sweet e Laura Chiossone - serie TV (Canale 5, 2021-2023)
- The Good Mothers, regia di Julian Jarrold e Elisa Amoruso - serie TV, episodio 1x03 (DIsney+, 2023)
- L'effetto Dorothy, regia di Valerio Attanasio - serie TV (RaiPlay, 2024)

### Cortometraggi
- Topographie, regia di Clarissa Cappellani
- Autodistruzione per principianti, regia di Ivan Silvestrini
- Only you, regia di Paolo Guerrieri (2001)
- Attacco di panico, regia di Giulia Merenda
- La neve non fa rumore, regia di Nicola Sorcinelli
- È giusto così, regia di Francesca Olivi
- Non vedo l'ora, regia di B. Folchitto e G. Troiano, premiato a Visionaria nel 2005
- Ultima spiaggia, regia di Gabriele Mainetti
- Il buio, regia di Andrea Sorini
- Il dente del nemico, regia di Britta Rating
- Marta con la A, regia di Emiliano Corapi - Nastro d'argento come migliore attrice
- Fuori preventivo, regia di Filippo D'Antoni[3]
- Buffet, regia di Santa De Santis e Alessandro D'Ambrosi
- Buongiornissimo!, regia di Leopoldo Medugno

## Teatro
- Percorso di un'anima da Strindberg, regia Giampiero Rossi –1997
- La memoria e l'oblio di A. Zucchi, regia Augusto Zucchi – 1998
- La bottega del pane di B. Brecht, regia Giancarlo Sammartano – 1998
- Edipo Re di Sofocle, regia Gabriele Lavia – Teatro Greco – Siracusa 2000
- La cerimonia di Giuseppe Manfridi, regia Walter Manfré
- Svamp di Simona Baldelli, regia Simona Baldelli – 2001
- In-fedeltà di Andrea Narsi, regia Andrea Narsi - 2001
- La locandiera di C. Goldoni, regia Marinella Anaclerio – 2002 – 2003
- Il bugiardo di C. Goldoni, regia Marinella Anaclerio e Flavio Albanese – 2002
- Madre e assassina di Teatrino Clandestino, regia Pietro Babina – Tournée internazionale 2003 - 2007
- Guerra civile di Pasquale Chessa, regia Gianfranco Pannone - Festival dei due Mondi - Spoleto 2006
- La bottega del caffè di Rainer W. Fassbinder, regia di Paolo Giorgio - Venezia Biennale Teatro 2007
- Il gabbiano di Anton Cechov, versione di Martin Crimp, regia Sandro Mabellini – Tournée 2007 /2008
- Il Club delle Piccole Morti di Tommaso Capolicchio, regia T. Capolicchio e C. Angeli – 2009
- Sono innamorata di Pippa Bacca, chiedimi perché di Giulia Morello, regia Giulia Morello - 2010
- Il figlio di Serena Guardone, regia Paolo Zuccari - 2010
- Intrappolati nella Commedia di Claudio Greg Gregori, regia Mauro Mandolini - 2011
- Napoletango di Giancarlo Sepe, regia Giancarlo Sepe – 2010 – 2012
- S/Z - Roberto Zucco di Bernard Marie Koltés, regia Vincenzo Manna - Festival Armunia Inequilibrio 2015
- Chet in the Sky di Emanuele di Giacomo - spettacolo concerto su Chet Baker - 2016/2018
- Lonelidays #2 Exile di Lorenzo De Liberato, regia Lorenzo De Liberato - 2017
- Lonelidays #3 Childhood di Lorenzo De Liberato, regia Lorenzo De Liberato - Produzione Teatro di Roma 2019
- Conversations about Love regia Jernej Lorenci (Premio Europa per il Teatro miglior regista 2017) - Tournée internazionale - 2019

### Radio
- Il club delle piccole morti, regia di Tomaso Shermann – Radio 2
- 610, regia di Fabrizio Trionfera – Radio 2

### Spot TV
- Spot videotelefono Telecom - 2005